# Aelianus Tacticus
Ailianus (2. század) római katonai író.
Traianus korában élt. Egyetlen munkája maradt ránk, amelyben a hellenisztikus kor hoplitafalanxának elemi taktikáját magyarázza. Világos, szakszerűen megírt munka, amely minden bizonnyal Polübiosz hasonló, elveszett munkája nyomán készült. Flavius Arrianus átdolgozta, VI. (Bölcs) Leó bizánci császár kivonatokat készített belőle.